# Basse vallée du Drac
Ne doit pas être confondu avec Gorges du Drac.
La basse vallée du Drac  est une vallée de France située dans les Alpes, en Isère, au sud de Grenoble. Elle correspond à la partie aval du Drac, entre sa sortie du Trièves au niveau de sa confluence avec l'Ébron et son arrivée dans le Y grenoblois jusqu'à sa confluence avec l'Isère.

## Description
La basse vallée du Drac se situe dans le sud-est de la France, dans le sud du département de l'Isère. Elle s'insère entre le massif du Vercors à l'ouest et celui du Taillefer à l'est, dans des reliefs orientés nord-sud comme le Sénépy et la montagne du Conest à l'est. Le Drac qui arrive du Valbonnais au sud-est, quitte le Trièves en infléchissant son cours vers le nord parallèlement à la vallée de la Gresse. Déjà encaissé dans les reliefs, son lit s'enfonce encore plus jusqu'à atteindre l'altitude du fond plat des vallées formant le Y grenoblois à environ 250 mètres d'altitude : les vallées de la Gresse et de la Romanche se joignent alors à celle du Drac, dont le cours d'eau se jette dans l'Isère juste en aval de Grenoble.

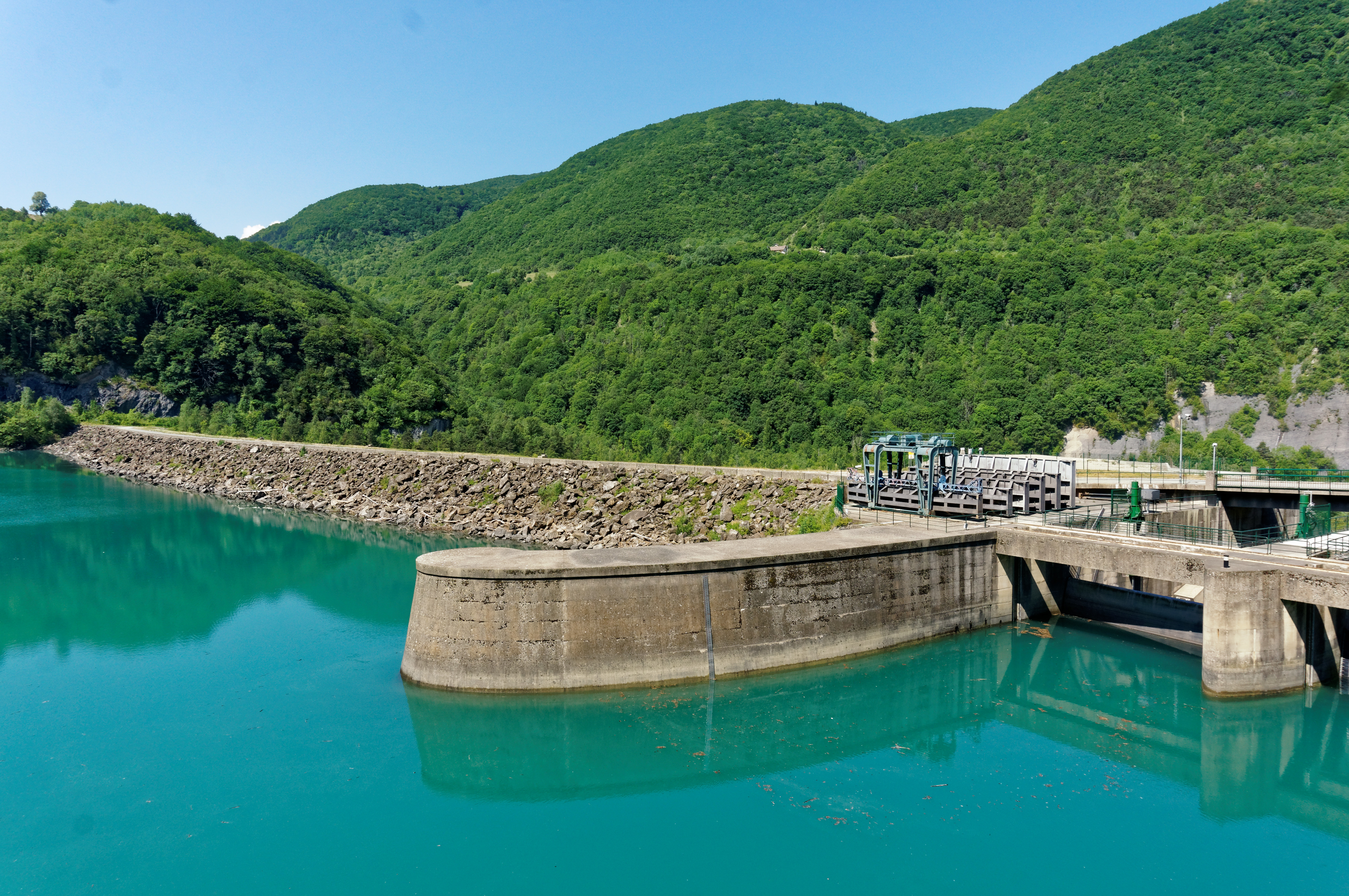
Le barrage de Notre-Dame-de-Commiers.

Une partie de la vallée est noyée sous les eaux des lacs de barrage de Monteynard-Avignonet et de Notre-Dame-de-Commiers. En aval de ceux-ci, le Drac grossi par la Romanche en rive droite forme dans une plaine alluviale un cours d'eau en tresses dont les berges sont en partie protégées par la réserve naturelle régionale des Isles du Drac. Le régime hydrologique du cours d'eau y est très modifié par les aménagements EDF : écrêtage des crues naturelles par les barrages en amont et assèchement total sur trois à quatre kilomètres à l'aval de la centrale électrique de Saint-Georges-de-Commiers.